# Карагандинская областная мечеть
Караганди́нская областна́я мече́ть им. Анет баба (каз. Қарағанды облыстық мешіті) — одна из крупнейших мечетей Казахстана. Вместимость мечети — 4000 человек. Расположена в этнопарке имени «10-летия Независимости».
Главный имам — Беккожа Омирзак кажи Казкенович.
Торжественное открытие мечети с участием президента РК Н. А. Назарбаева состоялось 20 ноября 2011 года. Крупнейшее культовое сооружение в Центральном Казахстане.

## Описание
Мечеть трёхэтажная, высота четырёх минаретов составляет 51 метр. Кроме того, над мечетью главный купол высотой в 12 метров и 8 малых куполов. На первом располагаются зал бракосочетаний, столовая, комнаты омовения мужчин и женщин с гардеробными. На втором этаже мужской молельный зал на 3200 человек, на третьем женский молельный зал на 800 человек. Мечеть в традиционном стиле украшена казахскими орнаментами. Окна витражные. При оформлении интерьера все изделия, от художественной керамики до резных решеток, изготовлялись местными мастерами. За образец для оформления были взяты мечети Аравии, а также мечеть в городе Куала-Лумпур (Малайзия). При строительстве были применены инновационные энергосберегающие технологии.